# Ił-24
Ił-24 (ros. Ил-24) – niezrealizowany projekt radzieckiego bombowca z napędem odrzutowym zaprojektowanego w biurze konstrukcyjnym Siergieja Iljuszyna. 

## Historia
Pod koniec 1945 roku Ministerstwo Przemysłu Lotniczego przekazało do biura doświadczalnego Siergieja Iljuszyna polecenie zbudowania bombowca z napędem odrzutowym zdolnego do operowania z lotnisk gruntowych. Na podstawie specyfikacji technicznej określającej parametry, jakie musiała spełniać nowa konstrukcja prace projektowe rozpoczęło również biuro konstrukcyjne Pawła Suchoja, a wynikiem ich prac był samolot Su-10. W maju 1946 roku Iljuszyn przedstawił ministerstwu dwa projekty nowych bombowców. Pierwszy z nich zakończył się budową czterosilnikowego samolotu Ił-22, drugi z nich przewidywał zbudowanie dwusilnikowej maszyny, napędzanej silnikami TKRD-1 konstrukcji Aleksandra Mikulina, która miała być gotowa do prób w powietrzu w listopadzie 1947 roku. Pracę nad nową konstrukcją rozpoczęły się w listopadzie 1946 roku. Niedopracowany i nieukończony silnik TKRD-1 nie gwarantował efektywnego zastosowania w nowym samolocie. Aby przyspieszyć pracę nad Ił-24, Iljuszyn podjął decyzję o przystosowaniu samolotu do napędu przy użyciu czterech silników turboodrzutowych Klimow RD-45 (kopii Rolls-Royce Nene Mk. I). Nowe jednostki napędowe umieszczono w dwóch podskrzydłowych gondolach po dwa silniki. Nowa konfiguracja zaowocowała zwiększeniem masy startowej samolotu, która uniemożliwiała mu operowanie z lotnisk gruntowych. W tej sytuacji Rada Ministrów ZSRR, 21 czerwca 1948 roku oficjalnie podjęła decyzję o anulowaniu całego programu budowy i rozwoju Ił-24. W momencie podjęcia decyzji o zakończeniu prac, prototyp przeznaczony do badań w locie był ukończony w 3/4. Sam Iljuszyn widząc nieperspektywiczność całej konstrukcji nalegał na zaprzestanie dalszych prac nad samolotem. Zebrane przy projektowaniu Ił-22 i Ił-24 doświadczenia przyczyniły się do budowy jednego z najbardziej udanych bombowców Iljuszyn, samolotu Ił-28.